# Playoffs NBA 1987
Los Playoffs de la NBA de 1987 fueron el torneo final de la temporada 1986-87 de la NBA. En estos playoffs se proclamaron como campeones Los Angeles Lakers (Conferencia Oeste), sobre Boston Celtics, campeón de la (Conferencia Este), por 4-2. De esta forma los Lakers conseguían su undécimo campeonato.
El MVP de las Finales fue Magic Johnson, ganando su tercer trofeo de MVP.

## Resumen
Estos playoffs fueron la vez que más lejos llegaron los Detroit Pistons en 25 años, consiguiendo pasar hasta las Finales de la Conferencia Este. Ellos harían su primera aparición desde que alcanzasen las Finales de la NBA en 1956, la siguiente temporada conseguirían el primero de tres viajes consecutivos hacia las Finales de las cuales ganarían el campeonato en las dos últimas.
Golden State Warriors se meterían en los playoffs por primera vez desde 1977, e Indiana Pacers se clasificarían después de seis años de ausencia.
Derrotando a Dallas Mavericks por 3 partidos a 1, Seattle Supersonics se convertiría en el primer séptimo clasificado que vencía a un segundo clasificado desde que el formato de los playoffs fuese expandido a 16 equipos al final de la temporada de 1983-84.
El momento más memorable de estos playoffs ocurrió en los momentos finales del quinto partido de la Conferencia Este cuando Boston perdía por un punto, el balón que iba hacia Isiah Thomas por parte de Bill Laimbeer fue robado por Larry Bird que pasó a Dennis Johnson para que consiguiese una canasta ganadora.

## Clasificación de la temporada regular

### Conferencia Este
Boston Celtics poseyó la ventaja de campo hasta las Finales de la NBA en las cuales los Lakers tendrían la ventaja de campo.
A continuación se muestran la lista de los equipos clasificados en la Conferencia Este:
1. Boston Celtics
2. Atlanta Hawks
3. Detroit Pistons
4. Milwaukee Bucks
5. Philadelphia 76ers
6. Washington Wizards
7. Indiana Pacers
8. Chicago Bulls

### Conferencia Oeste
Lakers con el mejor récord de toda la NBA dispuso de la ventaja de campo durante toda la serie, lo que le serviría de gran ayuda para alzarse con el título.
A continuación se muestran la lista de los equipos clasificados en la Conferencia Oeste:
1. Los Angeles Lakers
2. Dallas Mavericks
3. Portland Trail Blazers
4. Utah Jazz
5. Golden State Warriors
6. Houston Rockets
7. Seattle Supersonics
8. Denver Nuggets

## Tabla
|  | Primera Ronda     | Primera Ronda | Primera Ronda |   |           | Semifinales de Conferencia | Semifinales de Conferencia | Semifinales de Conferencia |  |   | Finales de Conferencia | Finales de Conferencia | Finales de Conferencia |  |    | Finales NBA | Finales NBA | Finales NBA |
|  |                   |               |               |   |           |                            |                            |                            |  |   |                        |                        |                        |  |    |             |             |             |
|  | 1                 | L.A. Lakers   | 3             |   |           |                            |                            |                            |  |   |                        |                        |                        |  |    |             |             |             |
|  | 8                 | Denver        | 0             |   |           |                            |                            |                            |  |   |                        |                        |                        |  |    |             |             |             |
|  | 8                 | Denver        | 0             |   | 1         | L.A. Lakers                | 4                          |                            |  |   |                        |                        |                        |  |    |             |             |             |
|  |                   |               |               |   | 1         | L.A. Lakers                | 4                          |                            |  |   |                        |                        |                        |  |    |             |             |             |
|  |                   | 5             | Golden State  | 1 |           |                            |                            |                            |  |   |                        |                        |                        |  |    |             |             |             |
|  | 4                 | 5             | Golden State  | 1 | Utah      | 2                          |                            |                            |  |   |                        |                        |                        |  |    |             |             |             |
|  | 4                 |               |               |   | Utah      | 2                          |                            |                            |  |   |                        |                        |                        |  |    |             |             |             |
|  | 5                 | Golden State  | 3             |   |           |                            |                            |                            |  |   |                        |                        |                        |  |    |             |             |             |
|  | 5                 | Golden State  | 3             |   |           |                            |                            |                            |  | 1 | L.A. Lakers            | 4                      |                        |  |    |             |             |             |
|  | Conferencia Oeste |               |               |   |           |                            |                            |                            |  | 1 | L.A. Lakers            | 4                      |                        |  |    |             |             |             |
|  |                   | 7             | Seattle       | 0 |           |                            |                            |                            |  |   |                        |                        |                        |  |    |             |             |             |
|  | 3                 | 7             | Seattle       | 0 | Portland  | 1                          |                            |                            |  |   |                        |                        |                        |  |    |             |             |             |
|  | 3                 |               |               |   | Portland  | 1                          |                            |                            |  |   |                        |                        |                        |  |    |             |             |             |
|  | 6                 | Houston       | 3             |   |           |                            |                            |                            |  |   |                        |                        |                        |  |    |             |             |             |
|  | 6                 | Houston       | 3             |   | 6         | Houston                    | 2                          |                            |  |   |                        |                        |                        |  |    |             |             |             |
|  |                   |               |               |   | 6         | Houston                    | 2                          |                            |  |   |                        |                        |                        |  |    |             |             |             |
|  |                   | 7             | Seattle       | 4 |           |                            |                            |                            |  |   |                        |                        |                        |  |    |             |             |             |
|  | 2                 | 7             | Seattle       | 4 | Dallas    | 1                          |                            |                            |  |   |                        |                        |                        |  |    |             |             |             |
|  | 2                 |               |               |   | Dallas    | 1                          |                            |                            |  |   |                        |                        |                        |  |    |             |             |             |
|  | 7                 | Seattle       | 3             |   |           |                            |                            |                            |  |   |                        |                        |                        |  |    |             |             |             |
|  | 7                 | Seattle       | 3             |   |           |                            |                            |                            |  |   |                        |                        |                        |  | O1 | L.A. Lakers | 4           |             |
|  |                   |               |               |   |           |                            |                            |                            |  |   |                        |                        |                        |  | O1 | L.A. Lakers | 4           |             |
|  |                   | E1            | Boston        | 2 |           |                            |                            |                            |  |   |                        |                        |                        |  |    |             |             |             |
|  | 1                 | E1            | Boston        | 2 | Boston    | 3                          |                            |                            |  |   |                        |                        |                        |  |    |             |             |             |
|  | 1                 |               |               |   | Boston    | 3                          |                            |                            |  |   |                        |                        |                        |  |    |             |             |             |
|  | 8                 | Chicago       | 0             |   |           |                            |                            |                            |  |   |                        |                        |                        |  |    |             |             |             |
|  | 8                 | Chicago       | 0             |   | 1         | Boston                     | 4                          |                            |  |   |                        |                        |                        |  |    |             |             |             |
|  |                   |               |               |   | 1         | Boston                     | 4                          |                            |  |   |                        |                        |                        |  |    |             |             |             |
|  |                   | 4             | Milwaukee     | 3 |           |                            |                            |                            |  |   |                        |                        |                        |  |    |             |             |             |
|  | 4                 | 4             | Milwaukee     | 3 | Milwaukee | 3                          |                            |                            |  |   |                        |                        |                        |  |    |             |             |             |
|  | 4                 |               |               |   | Milwaukee | 3                          |                            |                            |  |   |                        |                        |                        |  |    |             |             |             |
|  | 5                 | Philadelphia  | 2             |   |           |                            |                            |                            |  |   |                        |                        |                        |  |    |             |             |             |
|  | 5                 | Philadelphia  | 2             |   |           |                            |                            |                            |  | 1 | Boston                 | 4                      |                        |  |    |             |             |             |
|  | Conferencia Este  |               |               |   |           |                            |                            |                            |  | 1 | Boston                 | 4                      |                        |  |    |             |             |             |
|  |                   | 3             | Detroit       | 3 |           |                            |                            |                            |  |   |                        |                        |                        |  |    |             |             |             |
|  | 3                 | 3             | Detroit       | 3 | Detroit   | 3                          |                            |                            |  |   |                        |                        |                        |  |    |             |             |             |
|  | 3                 |               |               |   | Detroit   | 3                          |                            |                            |  |   |                        |                        |                        |  |    |             |             |             |
|  | 6                 | Washington    | 0             |   |           |                            |                            |                            |  |   |                        |                        |                        |  |    |             |             |             |
|  | 6                 | Washington    | 0             |   | 3         | Detroit                    | 4                          |                            |  |   |                        |                        |                        |  |    |             |             |             |
|  |                   |               |               |   | 3         | Detroit                    | 4                          |                            |  |   |                        |                        |                        |  |    |             |             |             |
|  |                   | 2             | Atlanta       | 1 |           |                            |                            |                            |  |   |                        |                        |                        |  |    |             |             |             |
|  | 2                 | 2             | Atlanta       | 1 | Atlanta   | 3                          |                            |                            |  |   |                        |                        |                        |  |    |             |             |             |
|  | 2                 |               |               |   | Atlanta   | 3                          |                            |                            |  |   |                        |                        |                        |  |    |             |             |             |
|  | 7                 | Indiana       | 1             |   |           |                            |                            |                            |  |   |                        |                        |                        |  |    |             |             |             |

## Conferencia Este
Campeón: Boston Celtics

### Primera Ronda
(1) Boston Celtics vs. (8) Chicago Bulls:
Celtics ganó la serie 3-0
- Partido 1 - Boston: Boston 108, Chicago 104
- Partido 2 - Boston: Boston 105, Chicago 96
- Partido 3 - Chicago: Boston 105, Chicago 94

(2) Atlanta Hawks vs. (7) Indiana Pacers:
Hawks ganó la serie 3-1
- Partido 1 - Atlanta: Atlanta 110, Indiana 94
- Partido 2 - Atlanta: Atlanta 94, Indiana 93
- Partido 3 - Indiana: Indiana 96, Atlanta 87
- Partido 4 - Indiana: Atlanta 101, Indiana 97

(3) Detroit Pistons vs. (6) Washington Bullets:
Pistons ganó la serie 3-0
- Partido 1 - Detroit: Detroit 106, Washington 92
- Partido 2 - Detroit: Detroit 128, Washington 85
- Partido 3 - Washington: Detroit 97, Washington 96

(4) Milwaukee Bucks vs. (5) Philadelphia 76ers
Bucks ganó la serie 3-2
- Partido 1 - Milwaukee: Milwaukee 107, Philadelphia 104
- Partido 2 - Milwaukee: Philadelphia 125, Milwaukee 122
- Partido 3 - Philadelphia: Milwaukee 121, Philadelphia 120
- Partido 4 - Philadelphia: Philadelphia 124, Milwaukee 118
- Partido 5 - Milwaukee: Milwaukee 102, Philadelphia 89

### Semifinales de Conferencia
(1) Boston Celtics vs. (4) Milwaukee Bucks
Celtics ganó la serie 4-3
- Partido 1 - Boston: Boston 111, Milwaukee 98
- Partido 2 - Boston: Boston 126, Milwaukee 124
- Partido 3 - Milwaukee: Milwaukee 126, Boston 121
- Partido 4 - Milwaukee: Boston 138, Milwaukee 137
- Partido 5 - Boston: Milwaukee 129, Boston 124
- Partido 6 - Milwaukee: Milwaukee 121, Boston 111
- Partido 7 - Boston: Boston 119, Milwaukee 113

(2) Atlanta Hawks vs. (3) Detroit Pistons
Pistons ganó la serie 4-1
- Partido 1 - Atlanta: Detroit 112, Atlanta 111
- Partido 2 - Atlanta: Atlanta 115, Detroit 102
- Partido 3 - Detroit: Detroit 108, Atlanta 99
- Partido 4 - Detroit: Detroit 89, Atlanta 88
- Partido 5 - Atlanta: Detroit 104, Atlanta 96

### Finales de Conferencia
(1) Boston Celtics vs. (3) Detroit Pistons
Celtics ganó la serie 4-3
- Partido 1 - Boston: Boston 104, Detroit 91
- Partido 2 - Boston: Boston 110, Detroit 101
- Partido 3 - Detroit: Detroit 122, Boston 104
- Partido 4 - Detroit: Detroit 145, Boston 119
- Partido 5 - Boston: Boston 108, Detroit 107
- Partido 6 - Detroit: Detroit 113, Boston 105
- Partido 7 - Boston: Boston 117, Detroit 114

## Conferencia Oeste
Campeón: Los Angeles Lakers

### Primera Ronda
(1) Los Angeles Lakers vs. (8) Denver Nuggets:
Lakers ganó la serie 3-0
- Partido 1 - Los Ángeles: Los Angeles 128, Denver 95
- Partido 2 - Los Ángeles: Los Angeles 139, Denver 127
- Partido 3 - Denver: Los Angeles 140, Denver 103

(2) Dallas Mavericks vs. (7) Seattle SuperSonics:
SuperSonics ganó la serie 3-1
- Partido 1 - Dallas: Dallas 151, Seattle 129
- Partido 2 - Dallas: Seattle 112, Dallas 110
- Partido 3 - Seattle: Seattle 117, Dallas 107
- Partido 4 - Seattle: Seattle 124, Dallas 98

(3) Portland Trail Blazers vs.(6) Houston Rockets:
Rockets ganó la serie 3-1
- Partido 1 - Portland: Houston 125, Portland 115
- Partido 2 - Portland: Portland 111, Houston 98
- Partido 3 - Houston: Houston 117, Portland 108
- Partido 4 - Houston: Houston 113, Portland 101

(4) Utah Jazz vs. (5) Golden State Warriors:
Warriors ganó la serie 3-2
- Partido 1 - Utah: Utah 98, Golden State 85
- Partido 2 - Utah: Utah 103, Golden State 100
- Partido 3 - Golden State: Golden State 110, Utah 95
- Partido 4 - Golden State: Golden State 98, Utah 94
- Partido 5 - Utah: Golden State 118, Utah 113

### Semifinales de Conferencia
(1) Los Angeles Lakers vs. (5) Golden State Warriors:
Lakers ganó la serie 4-1
- Partido 1 - Los Ángeles: Los Angeles 125, Golden State 116
- Partido 2 - Los Ángeles: Los Angeles 116, Golden State 101
- Partido 3 - Golden State: Los Angeles 133, Golden State 108
- Partido 4 - Golden State: Golden State 129, Los Ángeles 121
- Partido 5 - Los Ángeles: Los Angeles 118, Golden State 106

(6) Houston Rockets vs. (7) Seattle SuperSonics:
SuperSonics ganó la serie 4-2
- Partido 1 - Houston: Seattle 111, Houston 106
- Partido 2 - Houston: Seattle 99, Houston 97
- Partido 3 - Seattle: Houston 102, Seattle 84
- Partido 4 - Seattle: Seattle 117, Houston 102
- Partido 5 - Houston: Houston 112, Seattle 107
- Partido 6 - Seattle: Seattle 128, Houston 125

### Finales de Conferencia
(1) Los Angeles Lakers vs. (7) Seattle SuperSonics:
Lakers ganó la serie 4-0
- Partido 1 - Los Ángeles: Los Angeles 92, Seattle 87
- Partido 2 - Los Ángeles: Los Angeles 112, Seattle 104
- Partido 3 - Seattle: Los Angeles 122, Seattle 121
- Partido 4 - Seattle: Los Angeles 133, Seattle 102

## Finales NBA
(1) Los Angeles Lakers vs. (1) Boston Celtics
Lakers ganó la serie 4-2
- Partido 1 - Los Ángeles: Los Angeles 126, Boston 113
- Partido 2 - Los Ángeles: Los Angeles 141, Boston 122
- Partido 3 - Boston: Boston 109, Los Ángeles 103
- Partido 4 - Boston: Los Angeles 107, Boston 106
- Partido 5 - Boston: Boston 123, Los Ángeles 108
- Partido 6 - Los Ángeles: Los Angeles 106, Boston 93